# Fradique Coutinho
Fradique Coutinho è una stazione della linea 4 della metropolitana di San Paolo. Si trova sotto l'incrocio tra rua dos Pinheiros e rua Fradique Coutinho, nel distretto di Pinheiros.

## Storia
È stata inaugurata il 15 novembre 2014.

## Interscambi
Nelle vicinanze della stazione effettuano fermata diverse linee di autobus urbani e interurbani. Fuori dalla stazione è presente un deposito biciclette.
- Fermata autobus

## Servizi
La stazione dispone di:
- Accessibilità per portatori di handicap
- Ascensori
- Scale mobili
- Biglietteria a sportello
- Biglietteria automatica